# Nia Ramadhani
Nia Ramadhani, właśc. Prianti Nur Ramadhani (ur. 16 kwietnia 1990 w Dżakarcie) – indonezyjska aktorka i modelka.
Popularność przyniosła jej rola w serialu telewizyjnym Bawang Merah Bawang Putih na antenie RCTI. Z czasem zaczęła grać w kolejnych indonezyjskich serialach telewizyjnych, jak np. Alisha, Kisah Adinda i Benci jadi Cinta. Otrzymała także rolę w horrorze Suster Ngesot, a następnie role w filmach Hantu Jembatan Ancol i Kesurupan.
Wystąpiła również w wielu reklamach.

## Filmografia
Źródło:
- 2007: Suster Ngesot
- 2008: Hantu Jembatan Ancol
- 2008: Kesurupan

Seriale telewizyjne
- Bidadari 2
- Siti Nurbaya
- Inikah Rasanya
- Surga di Telapak Kaki Ibu
- Hantu Cilik
- Bawang Merah Bawang Putih
- Kisah Adinda
- Alisha
- Gue Sihir Lu
- Hikmah 3
- Ratapan Anak Tiri
- Benci Jadi Cinta
- Cinta Jangan Buru Buru
- Kian
- Cinta Kirana
- Syarifa
- Alisa
- Cinta Nia
- Timur Cinta